# Capela das Neves (Ilha de Ross)
A Capela das Neves é uma igreja cristã não-denominativa, localizada na estação estadunidense de McMurdo, na Ilha de Ross, Antártica. Essa capela é considerada o edifício religioso mais austral do mundo católico, oferecendo, regularmente, serviços cristãos e anglicanos. O edifício em si é de pequeno porte, comportando até 63 fiéis. A imagem à direita mostra a construção original, a qual queimou e foi substituída por uma nova. A nova capela ostenta vitrais feitos sob encomenda, um auditório central e duas asas.